# La Pérouille
La Pérouille település Franciaországban, Indre megyében. Lakosainak száma 435 fő (2022. január 1.). La Pérouille Chasseneuil, Luant, Neuillay-les-Bois, Nuret-le-Ferron és Tendu községekkel határos.

## Népesség
A település népességének változása:
| Lakosok száma | 362  | 354  | 336  | 399  | 458  | 458  | 457  | 451  | 451  | 435  |
|               | 1968 | 1982 | 1990 | 2006 | 2013 | 2015 | 2017 | 2019 | 2020 | 2022 |